# László Szalma
László Szalma (Nagymaros, 21 ottobre 1957) è un ex lunghista ungherese.

## Biografia
Szalma è a tutt'oggi il miglior magiaro di sempre nella disciplina del salto in lungo maschile: suo è infatti il primato nazionale di 8,30 m, stabilito durante un meeting nel 1985. Ha vinto tre medaglie d'oro: nel 1978 agli europei indoor, nel 1981 alle Universiadi (come studente dell'Università Semmelweis) e nel 1983 di nuovo agli europei indoor.
Ha preso parte a tre edizioni dei Giochi olimpici, Mosca 1980 (classificandosi quarto), Seul 1988 (arrivando sesto) e Barcellona 1992 (rimanendo fuori dalla finale). Ai Mondiali del 1983 ha concluso al quarto posto.
Ritiratosi nel 1992, è poi diventato coach di Tibor Ordina, Tamás Margl e Luca Ekler.

## Vita privata
Sposato con Kinga Szőnyi, fotomodella ungherese entrata poi in politica, ha avuto da lei due figli.

## Palmarès
| Anno | Manifestazione  | Sede          | Evento         | Risultato | Prestazione | Note             |
| ---- | --------------- | ------------- | -------------- | --------- | ----------- | ---------------- |
| 1977 | Europei indoor  | San Sebastián | Salto in lungo | Bronzo    | 7,78 m      |                  |
| 1978 | Europei indoor  | Milano        | Salto in lungo | Oro       | 7,83 m      |                  |
| 1978 | Europei         | Praga         | Salto in lungo | 16º (q)   | 7,53 m      |                  |
| 1980 | Giochi olimpici | Mosca         | Salto in lungo | 4º        | 8,13 m      |                  |
| 1981 | Universiadi     | Bucarest      | Salto in lungo | Oro       | 8,23 m      | w                |
| 1983 | Europei indoor  | Budapest      | Salto in lungo | Oro       | 7,95 m      |                  |
| 1983 | Mondiali        | Helsinki      | Salto in lungo | 4º        | 8,12 m      |                  |
| 1985 | Europei indoor  | Il Pireo      | Salto in lungo | Argento   | 8,15 m      |                  |
| 1986 | Europei indoor  | Madrid        | Salto in lungo | Argento   | 8,24 m      | Record nazionale |
| 1988 | Europei indoor  | Budapest      | Salto in lungo | Argento   | 8,03 m      |                  |
| 1988 | Giochi olimpici | Seul          | Salto in lungo | 6º        | 8,00 m      |                  |
| 1992 | Giochi olimpici | Barcellona    | Salto in lungo | 16º (q)   | 7,47 m      |                  |

## Altre competizioni internazionali
1981
- 7º in Coppa del mondo ( Roma), salto in lungo - 7,65 m

1985
- Bronzo in Coppa del mondo ( Canberra), salto in lungo - 8,09 m